# 圆扇八宝
圆扇八宝（学名：Hylotelephium sieboldii）又称圆扇景天、金钱掌、仙人宝，为景天科八宝属的植物。分布在日本以及中国大陆的湖北等地，常生于山坡阴处岩石上，目前尚未由人工引种栽培。其种小名“sieboldii”是为了纪念德国植物学家菲利普·弗蘭茲·馮·西博爾德（Philipp Franz von Siebold）。